# Teleférico de Agadir
El teleférico de Agadir es un teleférico turístico situado en la ciudad de Agadir, Marruecos. La primera línea, de 1756 metros de longitud, fue puesta en servicio el 16 de julio de 2022, entre el puente Tildi y la Agadir Oufla, convirtiéndose en el primer teleférico de Marruecos. Cuenta con 29 cabinas.
Existe el proyecto de construir una segunda línea, entre la Agadir Oufla y el parque de atracciones Danialand. Su apertura está prevista para 2026.